# Bell UH-1Y Venom
Il Bell UH-1Y Venom (o Super Huey) è un elicottero bimotore militare medio costruito dall'azienda statunitense Bell Helicopter Textron. L'UH-1Y è stato progettato per sostituire i vecchi Bell UH-1N introdotti nel Corpo dei Marines nel 1970.
Inizialmente il progetto era quello di ammodernare i velivoli già in uso, ma nel 2005 è stato approvato il progetto per la costruzione di nuovi apparecchi.

## Sviluppo

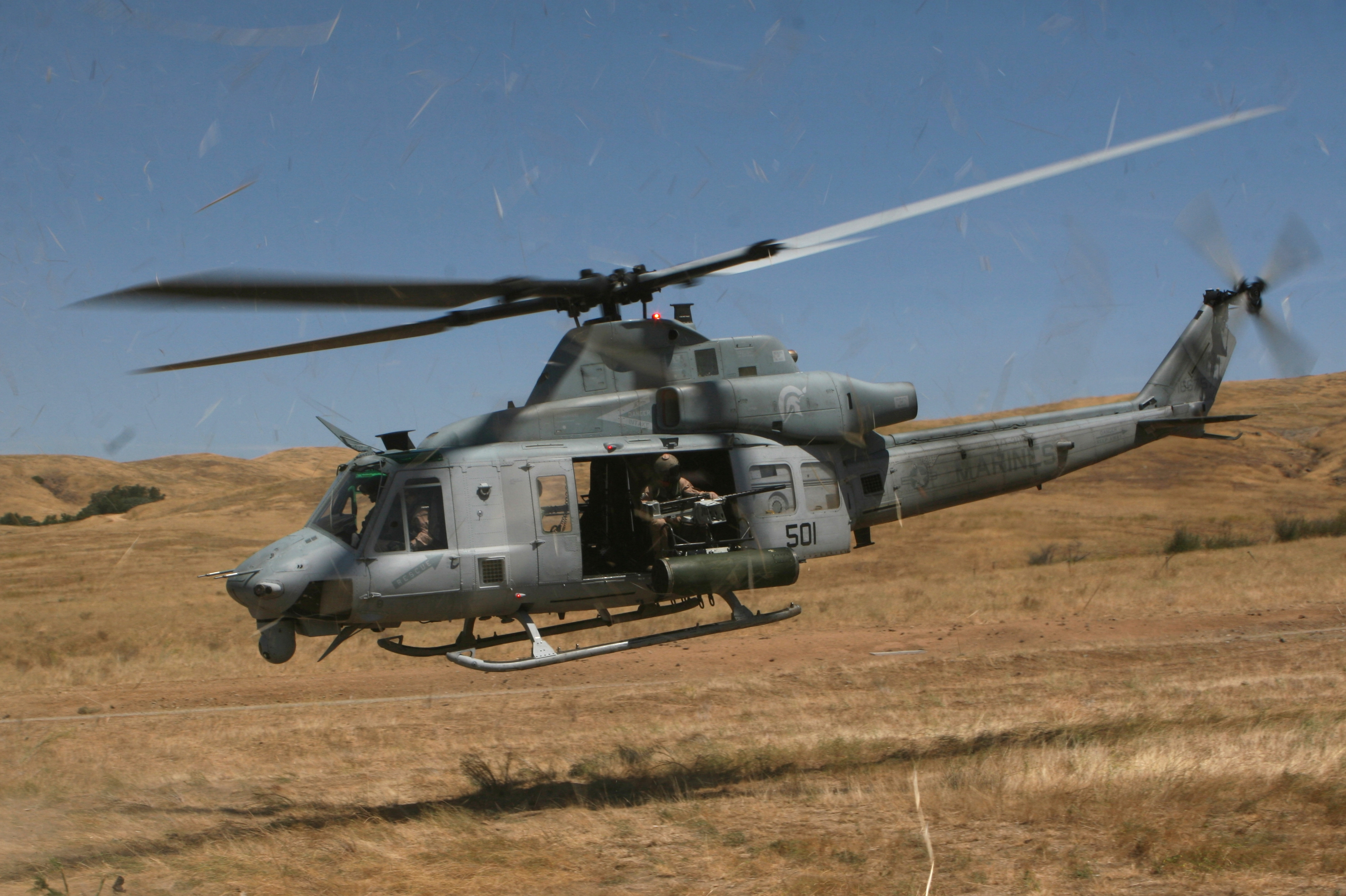
UH-1Y nel 2008

Nel 1996 il Corpo dei Marines lanciò, firmando un contratto con la Bell, il programma di aggiornamento H-1, che prevedeva il rinnovamento di 100 UH-1N e di 180 AH-1WS. Il programma inizialmente prevedeva di modernizzare completamente gli apparecchi ma partendo dalla cellula originaria dei velivoli così da ridurre i costi. Inoltre in tutt'e due gli aeromobili circa l'84% dei componenti sono identici.
La revisione ha permesso l'aggiornamento della radio, dei sistemi di avionica, dei portelli d'entrata, delle armi e dei sistemi di sicurezza, tutto ciò ha permesso di ridurre il peso a vuoto. Ma la velocità massima, di circa 100 nodi, i limitati serbatoi, di carburante e di munizioni, riducono le possibilità operative del velivolo.
Tuttavia, il più grande miglioramento è l'aumento della potenza del motore. Con la sostituzione del motore e del sistema delle pale rotore, passate da 2 a 4 e costruite con materiali compositi, l'Huey ha accentuato le qualità da utility per cui è stato progettato.
Originariamente il programma prevedeva la revisione dei velivoli già operativi tra le file dei Marines, ma nel 2005 è stato approvato il progetto per la costruzione di nuovi velivoli. Nel 2008 la Bell ha consegnato 2 UH-1Y al Corpo dei Marines. Il corpo dei Marines ha intenzione di acquistare 160 modelli Y, con l'eventuale consegna entro il 2016.

## Storia operativa
L'UH-1Y e l'AH-1Z hanno completato i test per lo sviluppo nel 2006. Nello stesso anno è cominciata la prima fase dei test da parte delle autorità americane nella base NAS Patuxent River. Nel 2008 è cominciata la seconda fase di test.
L'8 agosto 2008 il Corpo dei Marines ha certificato l'UH-1Y come macchina operativa e nel 2009 ha potuto schierare il velivolo nel Aviation Combat Element.
Da maggio 2021 è stato deciso di immagazzinarne 26 esemplari provenienti da teatri operativi presso l'AMARG, in Arizona.

## Utilizzatori
Rep. Ceca
- Vzdušné síly armády České republiky

8 UH-1Y selezionati a dicembre 2019, ordinati a settembre 2020, con consegne previste tra il 2023 ed il 2024. Ulteriori 2 UH-1Y ex US Marine Corps donati ad agosto 2022, che porteranno a dieci il numero degli esemplari ordinati. Primo esemplare consegnato il 17 agosto 2023.
 Stati Uniti
- United States Marine Corps Aviation

160 UH-1Y ordinati, consegnati tra il gennaio 2007 e l'aprile 2018, e tutti in servizio al gennaio 2019. 2 UH-1Y donati ad agosto 2022 all'Repubblica Ceca.

## Galleria d'immagini

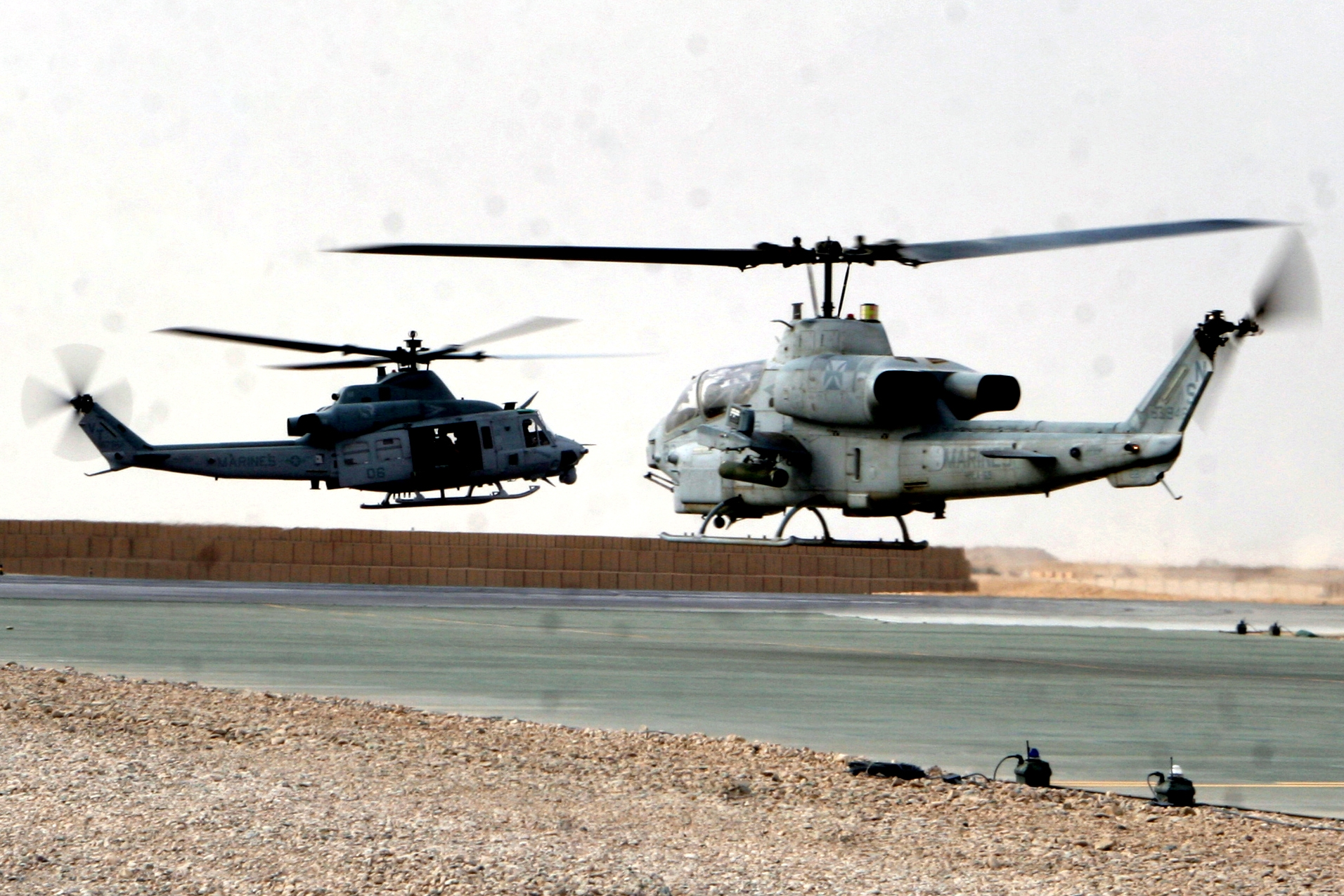
Un UH-1Y e un AH-1W mentre decollano da un campo statunitense in Afghanistan nel 2009
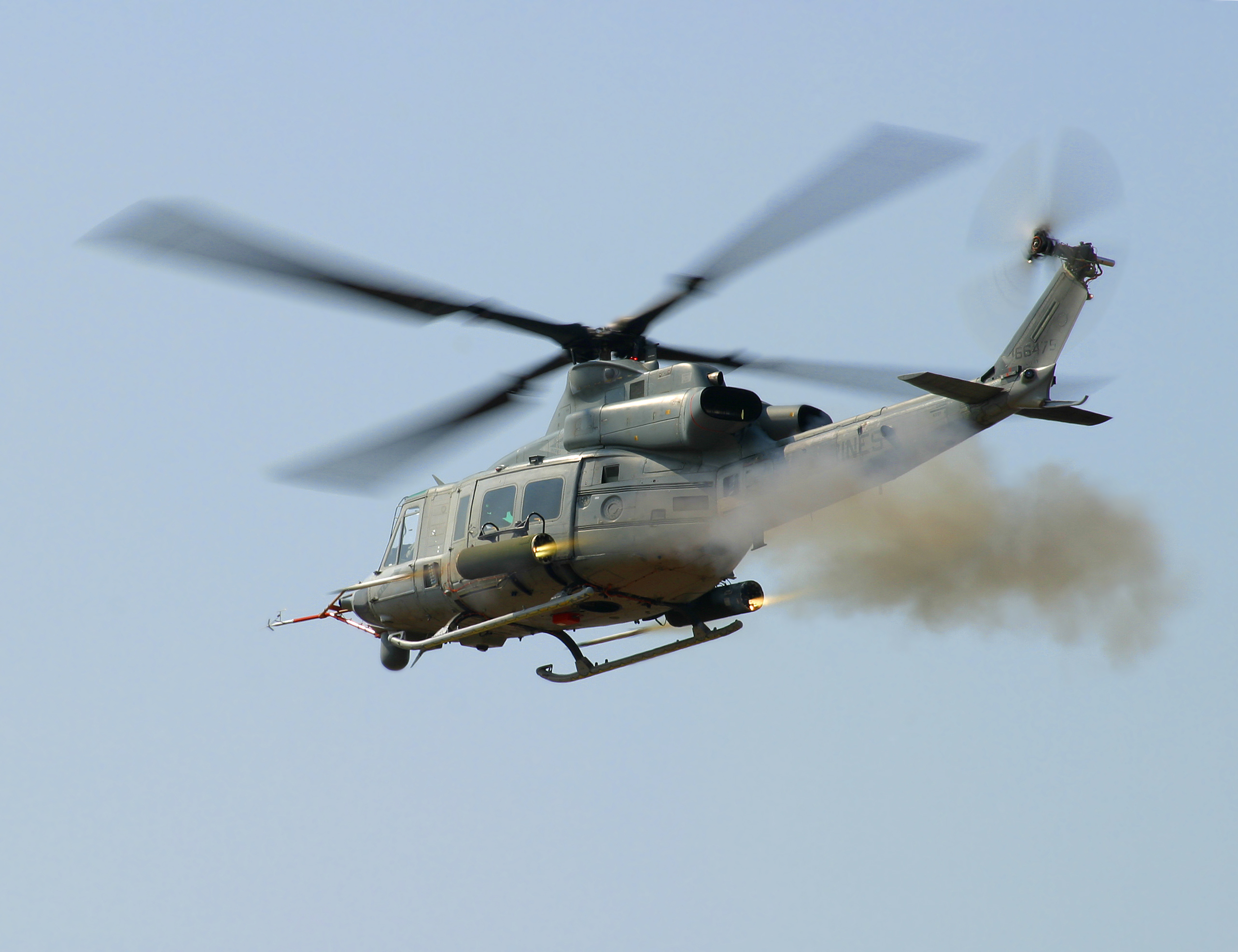
Un UH-1Y durante il lancio di un razzo
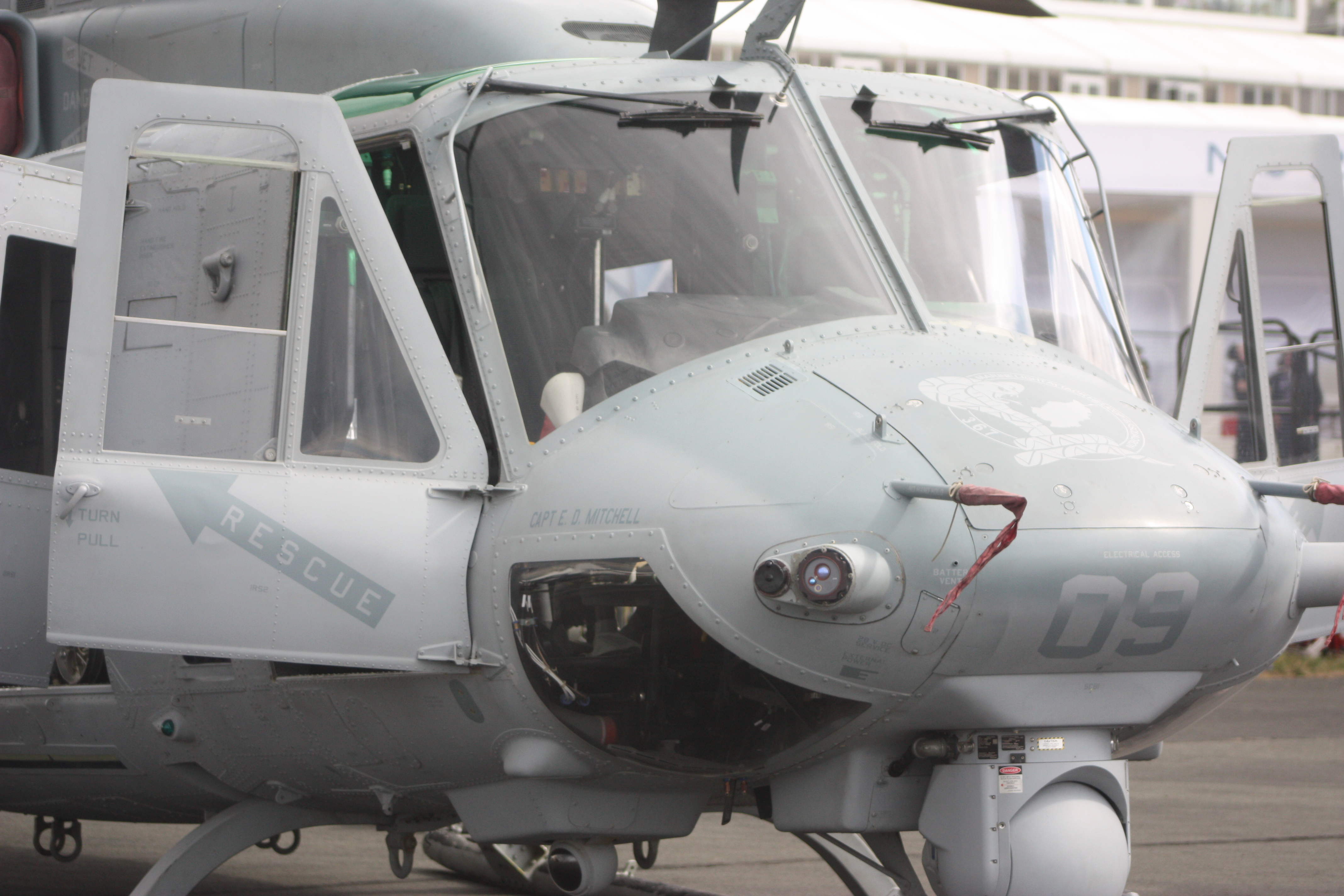
Il muso dell'UH-1Y esposto al Farnborough International Air Show 2010
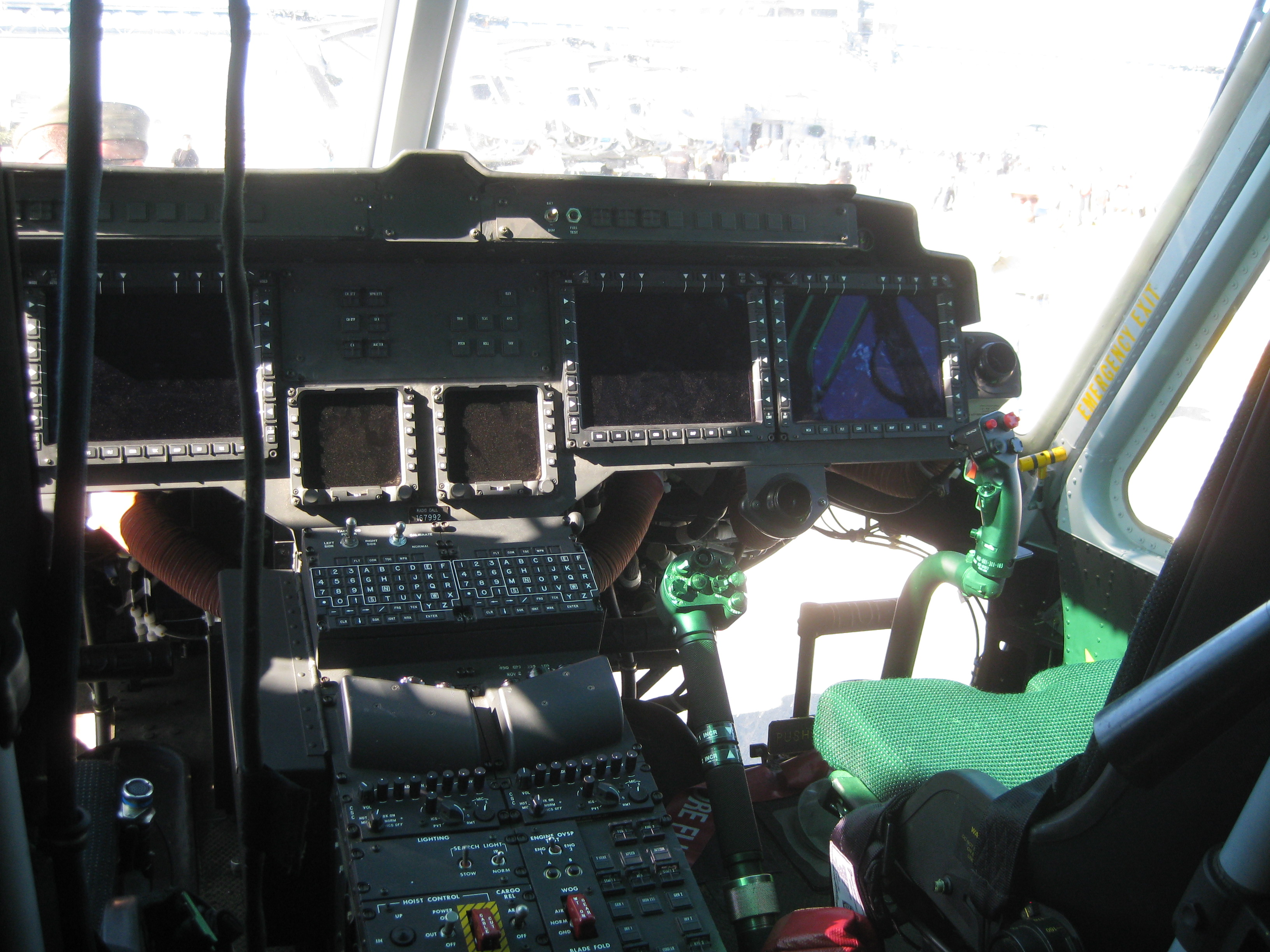
L'interno dell'UH-1Y, si può notare il nuovo Cockpit
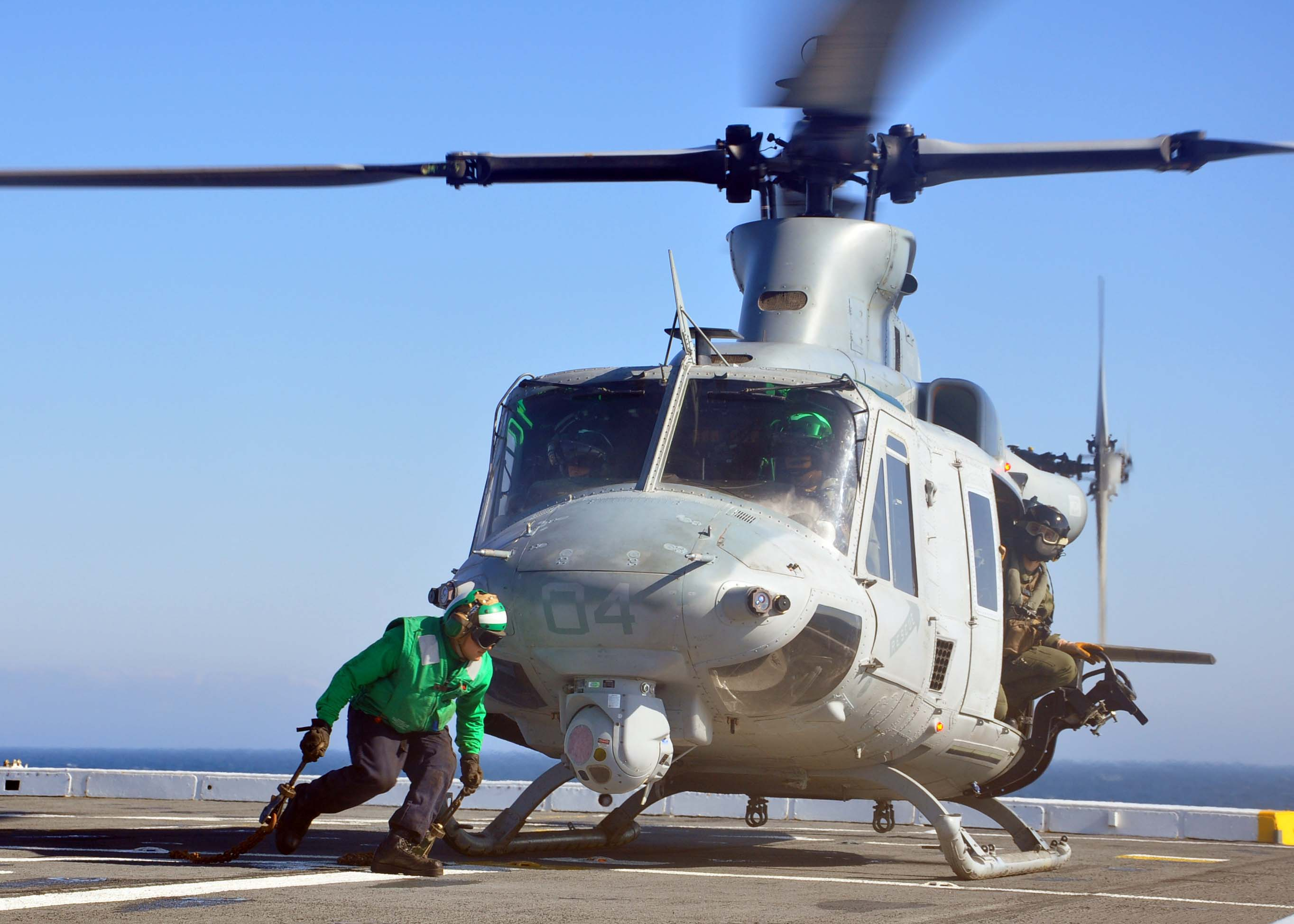
L'UH-1Y a bordo della USS San Antonio durante l'esercitazione Bold Alligator 2012